# Thiébouhans
Thiébouhans is een gemeente in het Franse departement Doubs (regio Bourgogne-Franche-Comté) en telt 185 inwoners (1999). De plaats maakt deel uit van het arrondissement Montbéliard.

## Geografie
De oppervlakte van Thiébouhans bedraagt 5,9 km², de bevolkingsdichtheid is 31,4 inwoners per km².
De onderstaande kaart toont de ligging van Thiébouhans met de belangrijkste infrastructuur en aangrenzende gemeenten.

## Demografie
Onderstaande figuur toont het verloop van het inwonertal (bron: INSEE-tellingen).